# 国際文化財
国際文化財株式会社（こくさいぶんかざい）は、国際航業株式会社傘下の事業会社で、国内外の貴重な文化財を発掘調査、記録、分析をはじめ、文化財や遺跡の保存、保護を目的としたノウハウを提供するサービスを展開している。

## 概要
埋蔵文化財発掘調査に関するすべての業務をサポート。専門の学芸員や測量技師・土木管理者が、発掘調査の提案から各種届け等の許認可の代行、試掘及び本調査・安全管理に取り組む。 

## 沿革
- 2007年12月　-　国際文化財株式会社設立

## 親会社
- 国際航業株式会社

## 関連会社
- 日本アジアグループ株式会社